# 聖安東尼奧德埃斯卡蘇區
聖安東尼奧德埃斯卡蘇區（西班牙語：San Antonio de Escazú），是哥斯達黎加的一個區，位於該國中部聖何塞省，始建於1848年12月7日，面積16.99平方公里，海拔高度1,245米，2011年人口22,554，人口密度每平方公里1,327.49人。